# Deutsche Schule Oslo
Die Deutsche Schule Oslo (DSO) ist eine deutsch-norwegische Begegnungsschule, (Norwegisch: Den norsk-tyske bikulturelle skole). Sie wurde 1980 gegründet und liegt zentral in Oslo, im Gebäude der ehemaligen Hegdehaugskole in der Sporveisgata 20. Die Organisationsstruktur unterteilt sich in Kindergarten, Grundschule und Mittelschule sowie Gymnasium/Oberstufe. Außerdem ist eine Ganztagesbetreuung an die DSO angegliedert, die so genannte Aktivitetsskole.

## Geschichte

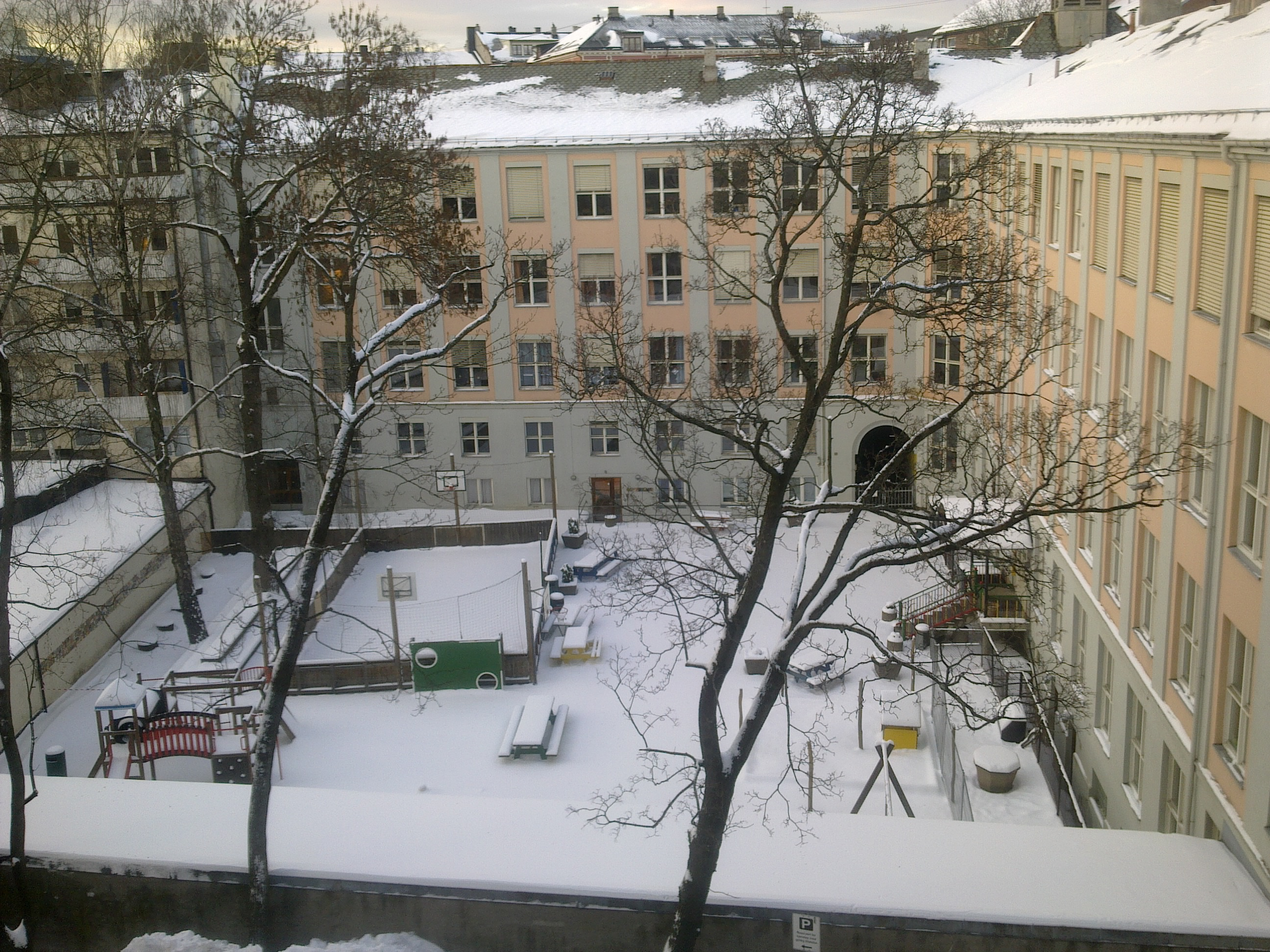
Der Innenhof der Deutschen Schule Oslo im Januar 2012.

Die Schule war von 1998 bis 2018 nach dem jüdischen Philosophen, Schriftsteller und Verleger Max Tau benannt. Als sie 1980 erstmals ihre Pforten für gerade einmal zehn Schüler öffnete, war sie ursprünglich als Grundschule für die Angehörigen von Mitarbeitern der Deutschen Botschaft und des NATO-Hauptquartiers Nord gedacht. Der Unterricht fand zunächst in den Kellerräumen der Evangelischen Gemeinde deutscher Sprache in Norwegen statt. Nach Jahren des Wachstums und mehreren Umzügen hat die Schule 2022 99 Kindergartenkinder und 320 Schüler an den Standorten Sporveisgata 20 und Bislett gate 8. Von den Schülerinnen und Schülern ist knapp die Hälfte norwegischer Herkunft. Im Schulgebäude der Deutschen Schule in Oslo befand sich vorher bis 1976 die Hegdehaugen middelskole (Hegdehaugen Mittelschule) und anschließend bis 1998 die Hegdehaugen videregående skole (Hegdehaugen Gymnasium).
Seit 2025 ist die Schule mit Kindergarten, Grundschule, Mittel- und Oberstufe in eigene Gebäude am Akerselva umgezogen. Die heutige Adresse lautet Myra 3.
Die DSO ist eine Privatschule und wird von einer Stiftung nach norwegischem Recht getragen. Am 26. Februar 2010 wurde ein bilaterales Abkommen zur Umwandlung der Schule in eine deutsch-norwegische Begegnungsschule unterzeichnet. Damit wird die Schule zu einem wirklich bilateralen Projekt. Die Schüler haben nun die Möglichkeit, sowohl das deutsche internationale Abitur (DIAP) als auch die Zugangsberechtigung für norwegische Universitäten zu erwerben.